# Elbow Cay
Elbow Cay je písečný korálový ostrov, dlouhý 9,65 km ve skupině Abaco Islands v souostroví Bahamy v Karibském moři. Původně byl osídlen prchajícími Loyalisty během Americké války o nezávislost v roce 1785. Hlavním zdrojem příjmu tohoto ostrova byly a dodnes částečně jsou příjmy plynoucí z výstavby lodí, rybářství a v poslední době také cestovního ruchu. Největší město ostrova Hope Town obklopuje stejnojmenný přístav, kde do výše 36 metrů ční červeno-bílý pruhovaný maják z roku 1863. Nachází se v severní části ostrova. Druhým známým městem je White Sound (založeno v roce 1960) ležícím na pobřeží téměř uprostřed ostrova.

## Geografie
Elbow Cay leží necelých 6,5 km od Marsh Harbour na ostrově Great Abaco. Na ostrovy se lze dostat jen lodní dopravou (nejbližší letiště se nachází v Marsh Harbour). Severní část ostrova je známa pod jménem Tahiti Beach a leží nedaleko zátoky Doros. Východní pobřeží ostrova omývají vody Atlantského oceánu. Elbow Cay leží mezi ostrovy Man-O-War Cay na severu a Tiloo Cay na jihu. Na jihozápadě se nachází další ostrov Lubbers Quarters Cay.

## Historie
Ostrov byl původně osídlen indiánským kmene Lucayanů, avšak první písemně doložené zprávy pocházejí z roku 1785, kdy Loyalisté dorazili na místo, které bylo tehdy známé jako Great Harbour. Britští Loajalisté vedeni ženou Wyannie Malone (vdova se 4 dětmi) prchali z území nově tvořících se USA na nejbližší území pod správou Británie – Bahamy. Wyannie Malone pocházela z Jižní Karolíny a se svými čtyřmi dětmi z části založila dynastii Malonů na Bahamských ostrovech. Na její počet je městské muzeum pojmenováno jejím jménem.
Až do roku 1959, kdy bylo v Marsh Harbour postaveno letiště, byl Elbow Cay opuštěným a těžko dostupným místem. Obyvatelé žili nejen z rybářství, ale také z výstavby lodí a z peněz, které obdrželi za záchranu lodí uvízlých v nedalekém útesu Elbow. Hope Town byl do roku 1960 původním administrativním centrem celých Abaco Islands.
Nyní je Hope Town největším městem na Elbow Cay, ve kterém lze najít několik málo restaurací, hotelů a obchodů se zeleninou. Jeden z nich Vernons Grocery vedou potomci Wyannie Malona. Telefonní spojení je dostupné, ale většina lidí musí spoléhat rádiové spojení.
Dne 14. září 1999 zasáhl ostrov hurikán Floyd.

## Fotogalerie

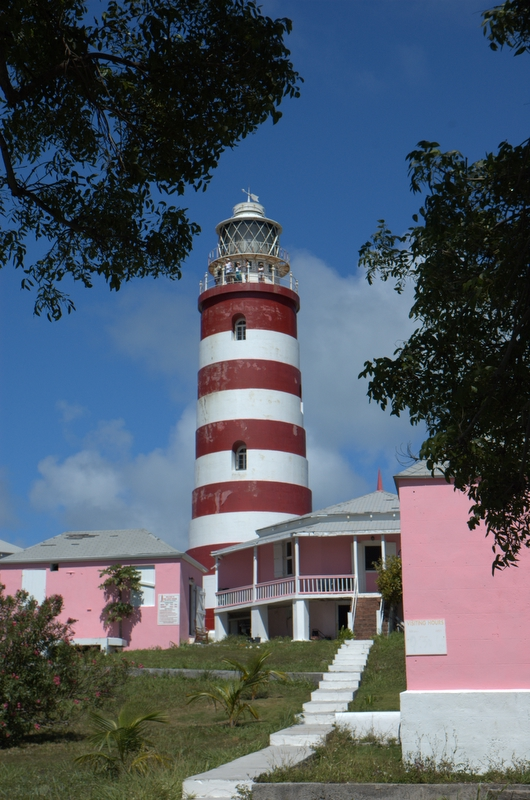
Maják z roku 1863, Elbow Cay
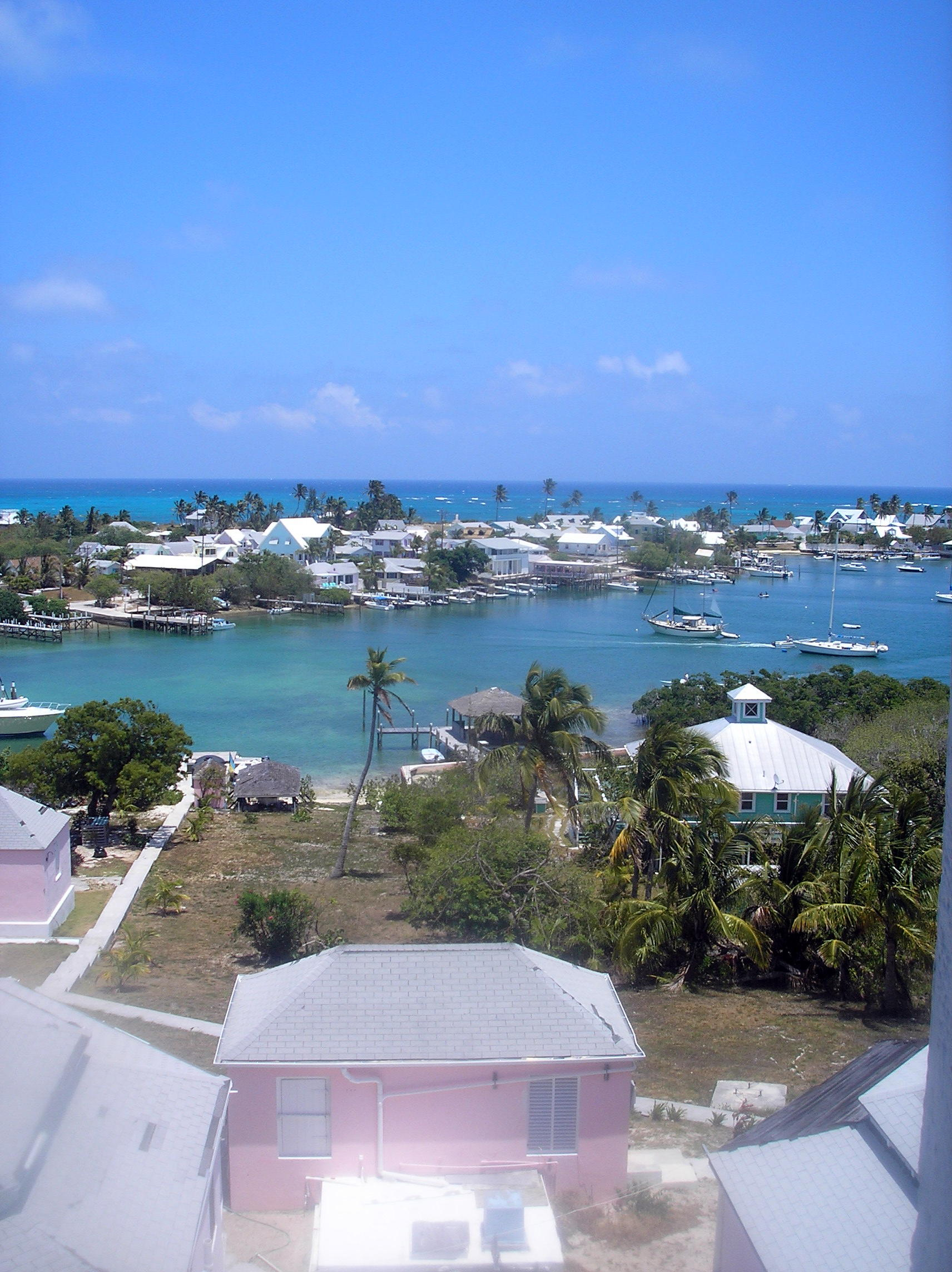
Pohled - Elbow Cay
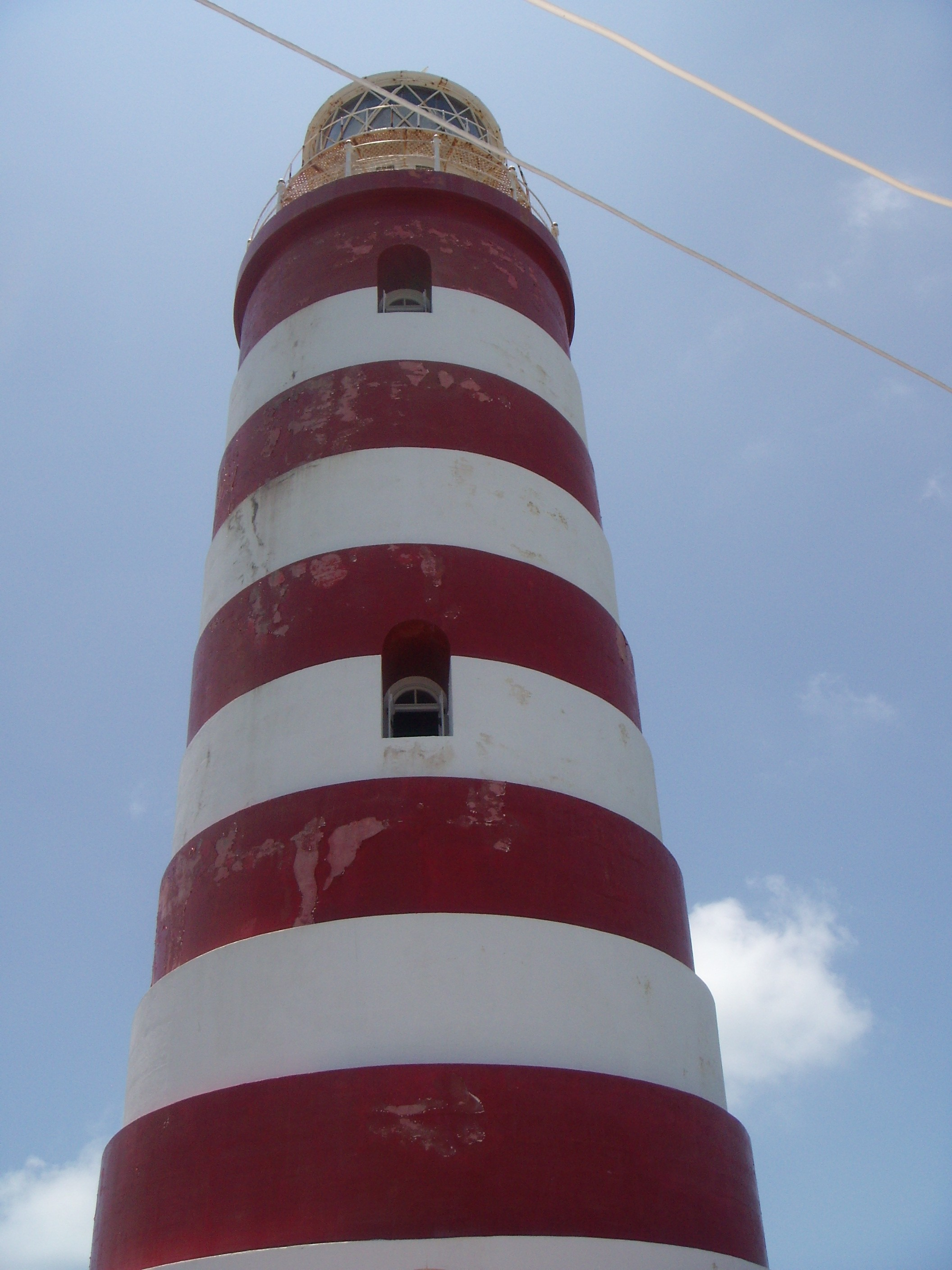
Maják v Hopetown